# Solstice (Ralph-Towner-Album)
Solstice ist ein Jazzalbum von Ralph Towner, das im Dezember 1974 im Arne Bendisken Studio Oslo aufgenommen und im Jahr 1975 von ECM Records veröffentlicht wurde.

## Das Album

### Hintergrund des Albums
Als der amerikanische Gitarrist Ralph Towner Mitte der 1970er Jahre in Europa mit seinen Solo-Projekten in Erscheinung trat, war er bereits durch seine Mitgliedschaft im Paul Winter Consort und in der Band Oregon bekannt. Der ECM-Produzent Manfred Eicher ließ Towner in dieser Zeit in unterschiedlichen Konstellationen aufnehmen, zunächst als Solisten (Diary, 1973), dann mit Glen Moore (Solos/Trios), Keith Jarrett (In the Light), Gary Burton (Matchbook) und John Abercrombie (Sargasso Sea). Solstice war das Debütalbum von Towners Quartett-Formation gleichen Namens mit den Musikern Jan Garbarek, Eberhard Weber und Jon Christensen, mit der Anfang 1977 noch ein weiteres Album, Solstice: Sound and Shadows, entstand. Das Album enthält fast ausschließlich Original-Kompositionen Towners, lediglich das letzte Stück Sand stammt von Eberhard Weber.

### Die Musik des Albums
Das Album beginnt mit Oceanus; Towner spielt „kaskadenartig“ Gitarre, gefolgt von dem anschwellenden und sinfonischen Bass Eberhard Webers, zu dem swingenden Schlagzeugspiel Jon Christensens kontrastiert Jan Garbareks atmosphärisch und dramatisch sich wendendes Sopransaxophon-Spiel. Nimbus beginnt mit Towners akustischer Gitarre; unter das rundum laufende Thema im 3/4-Takt legt sich ein in 4/4 gespieltes Flötenspiel von Garbarek mit dem gestrichenen Bass Webers, dann das Sopran im 6/8-Takt.
Piscean Dance ist vor allem ein Dialog zwischen Towner und Christensen; die weiteren Stücke sind die frei angelegten, Klangräume erzeugenden kurzen Sequenzen Red & Black und Visitation, geprägt durch multiple Perkussionsklänge, die gebogenen Sounds aus Webers gestrichenem Bass und Garbareks fremdartigen, Libellen ähnlichen Flötenspiel. Webers Komposition Sand lässt die Musiker nach Ansicht von Nastos in einem kosmischen Krebsnebel agieren, während sie im späteren Verlauf des Stücks ihre Anbindung an die Strukturen des Stücks finden. Towners Pianospiel leitet das eingängige Drifting Petals ein, ein „hübscher und tiefsinniger Walzer“ mit unisono-Linien von Garbareks Flöte; dann wechselt Towner zur Gitarre zu einem „tieferen Diskurs mit dem Quartett.“

## Rezeption
Das Album gehörte zu den in der Mitte der 1970er Jahre erschienenen Schallplatten wie die von Chick Corea, Keith Jarrett, John Abercrombie oder Jan Garbarek, die das Image des Münchner Labels vom „ECM-Sound“ schufen. Direkt nach Erscheinen erntete das Album enthusiastische Rezensionen; so lobte der Melody Maker: „listening quite takes the breath away“, und die New York Times schrieb: „[…] an almost Oriental sense of balance and dignity“. Solstice wurde 1976 mit dem Preis der deutschen Schallplattenkritik ausgezeichnet.
Das Jazzmagazin Downbeat verlieh dem Album fünf Sterne und schrieb:

“Solstice inspires through its expressive openness, yet remains to intrigue with constantly revveating depth of texture, nuance, and meaning.”

Ian Carr hob im Rough Guide: Jazz hervor, Garbarek, Christensen und Weber seine die idealen Partner für Ralph Towners Musik, hinsichtlich ihrer Klangfülle, aktiven Rhythmen und gestaltender Phrasierung. Das romantische Drifting petals zeige Towner von einer gefühlvollen Seite
Richard Cook und Brian Morton, die dem Album die Höchstnote verliehen, vergleichen Solstice mit der Oregon-Klangästhetik, als dessen Hydrid Solstice zu verstehen sei: „unmissverständlich amerikanisch, [verbunden] mit dem von ECM bevorzugten europäischen Jazz.“ Jeder Bestandteil von Oregon wäre subtil transformiert; Paul McCandless’ leidenschaftlicher Oboe gegenüber Jan Garbareks straffer, betonter Sopran-Sound, Glen Moores riesiger Bass gegenüber Webers multiphonen Klangbildern und Collin Walcotts unüblichem Takt gegenüber stehe Jon Christensens ununterbrochenes Schweben. Mit Stücken wie Piscean Dance gehe die Entwicklung vom üblichen „Thema-und-Solo-Jazz“ weiter
Michael G. Nastos wies in seiner Rezension des Albums bei Allmusic darauf hin, dass die Veröffentlichung von Solstice durch das ECM-Label den Gitarristen in einem höheren Rang hob, besonders, was den Komponisten Towner betraf. Hervorhebenswert fand der Rezensent auch wendige Sopransax- und Flötenspiel Jan Garbareks, das präzise Schlagzeugspiel Christensens und die einzigartigen Bass-Klänge Webers.

“the music on this Album lifted the ECM/Euro-styled jazz and improvised music to a new realm of pure expressionism. Simply put - this music is stunningly beautiful.”

Unter den vielen auszeichneten Aufnahmen Ralph Towners sei Solstice dessen krönende Leistung als Leiter dieser definitiven Formation von Künstlern aus dem ECM-Stall, die vollkommen die Klangästhetik des Labels dieser Zeitspanne definierte.

## Die Titel
Solstice – ECM 1060 ST (LP) bzw. 825458-2 (CD-Ausgabe)
1. Oceanus (11:04)
2. Visitation (2:36)
3. Drifting Petals (7:01)
4. Nimbus (6:31)
5. Winter Solstice (4:02)
6. Piscean Dance (4:15)
7. Red and Black (1:19)
8. Sand (Weber) (4:10)

Soweit nicht anders benannt, stammen alle Kompositionen von Ralph Towner.